# Peter Kursinski
Peter Kursinski (* 15. August 1956) ist ein ehemaliger deutscher Fußballspieler.

## Laufbahn
Kursinski war über Jahre Ergänzungsspieler der Bundesligamannschaft des VfL Bochum, keines seiner zehn Bundesligaspiele absolvierte er über die volle Distanz und alle gingen verloren. Er ist damit der einzige Bundesligaspieler mit zehn oder mehr Einsätzen, der keinen einzigen Punktgewinn feiern konnte. Sein Debüt gab er in der Saison 1975/76 am 1. Spieltag der Saison bei der 0:3-Niederlage gegen den SV Werder Bremen, das letzte Spiel bestritt er am 10. Oktober 1977 gegen den 1. FC Kaiserslautern. Seine durchschnittliche Einsatzzeit liegt bei etwas unter 30 Minuten.
Nach seiner Zeit als Spieler wurde er Trainer von unterschiedlichen Amateurvereinen.